# Tupelo (Mississippi)
Tupelo is een stad in de Amerikaanse staat Mississippi gelegen in Lee County. De oorspronkelijke naam van de stad was Gumpond vanwege de vele rubberbomen die er groeien. In de Amerikaanse Burgeroorlog vond er nabij Tupelo een kleine veldslag plaats en na de oorlog werd de stad omgedoopt in de huidige naam.
Tegenwoordig is Tupelo bekend om zijn meubelindustrie en als geboorteplaats van Elvis Presley, die er op 8 januari 1935 werd geboren. Tupelo heeft een oppervlakte van 133,2 km² en in 2020 had het 37.923 inwoners.

## Plaatsen in de nabije omgeving
De onderstaande figuur toont nabijgelegen plaatsen in een straal van 16 km rond Tupelo.

## Geboren
- Jumpin' Gene Simmons (1933-2006), muzikant
- Elvis Presley (1935-1977), zanger
- Diplo (1978), dj
- Gil Stovall (1986), zwemmer
- Allie Grant (1994), actrice

## Ereburgers
- Vick Beasley (1939-2003), Elvis-imitator